# 1,4-二氮杂二环［2.2.2］辛烷
DABCO，全名为1,4-二氮杂二环[2.2.2]辛烷（1,4-Diazabicyclo[2.2.2]octane），是一个具有笼状结构的含氮双环化合物，通常情况下为白色微有氨味的结晶。
其他名称：三乙烯二胺（TEDA）、三亚乙基二胺、三乙基二胺、三乙二胺、环三乙二胺、1,4-乙烯哌嗪、1,4-亚乙基哌嗪、1,4-二氮二环[2.2.2]辛烷。

## 性质
DABCO为有特殊气味的无色或白色可燃性结晶，极易潮解，室温时升华。溶于水、乙醇、乙醚、丙酮、苯以及戊烷、己烷、庚烷等直链烃类。露置于空气中易吸湿潮解而结块，能吸收空气中的二氧化碳而变黄。
有毒，易燃。有腐蚀性，刺激皮肤、眼部和呼吸系统，能引起皮肤过敏和支气管哮喘。大鼠经口LD50为1.7g/kg。
它是一种类似笼状的化合物，结构非常密集和对称。两个氮原子都为 sp3 杂化，氮原子上的孤对电子没有参与共轭，具有叔胺的弱碱性和中等位阻，也具有较强的配位能力，因此是一种亲核性弱碱和一种刚性的双齿配体。

## 制取
DABCO可以从哌嗪、N-氨乙基哌嗪、N-羟乙基哌嗪(HEP)、N,N-二羟乙基哌嗪(BisHEP)、乙二胺、乙醇胺、二乙醇胺、邻二氯乙烷、乙二醇和环氧乙烷等原料出发进行合成。一般工艺是在320－400℃、0.3MPa条件下，将胺和醇胺的溶液以一定的速度通过装有催化剂沸石的反应器进行反应，经提纯后得到DABCO。
1. 于150－250℃、392kPa压力下，由1,2-二氯乙烷与氨水在管式反应器中发生热压氨化反应而得。反应后用碱中和得到游离胺，经浓缩除去氯化钠，再将粗品减压蒸馏，收集不同馏分可得到不同的产物。除生成DABCO外，还联产乙二胺、二亚乙基三胺、三亚乙基四胺、四亚乙基五胺以及更高级的多亚乙基多胺。[1]
2. 先用1,4-二甲基哌嗪与1,2-二溴乙烷反应生成双季铵盐，然后使其在抽真空下于230－240℃下裂解而得。[2]
3. 以氢型分子筛催化剂KZSM-5以及具有类似结构的镓硅沸石（SiO2/Ge2O3＝75.5）、硼硅沸石（SiO2/B2O3=170）等作为催化剂，将乙醇胺和水的1:2（量比）混合物在一定温度、压力空速下，用氢气作为载气载入固定床反应器，得到DABCO，产率为50－63％。[3]
4. 在氢型分子筛或金属离子改性的分子筛催化剂KZSM-5催化下，将含乙二胺40％的水溶液通过340℃、0.3MPa的管式反应器，乙二胺通过气相脱氨杂化可一步合成DABCO，原料转化率为80～90％，产物的选择性近95％。[3]

## 用途
DABCO是有机化学中的弱碱、亲核试剂、催化剂、配体，是Baylis-Hillman反应、合成三元碳环和合成含氮、氧杂环反应中的催化剂，季铵盐的去甲基试剂，以及众多偶联反应中的碱催化剂。
与传统的过渡金属催化剂相比，DABCO是一个稳定、无污染、方便易得、价格便宜且使用范围很广的试剂。由它催化的反应大多数条件温和，反应速度快，后处理简单，操作起来也非常方便。
此外三乙烯二胺也用作免疫荧光标记中的抗氧化剂，哌啶等农药的生产引发剂，无氰电镀添加剂，聚氨酯泡沫塑料的凝胶催化剂，环氧树脂的固化聚合催化剂，以及乙烯、环氧乙烷和丙烯腈的聚合催化剂等。